# Tidageskrigen
|  | Denne artikel omhandler konflikten i Slovenien ved Jugoslaviens opløsning. For den belgisk-hollandske konflikt i 1831, se Den belgiske revolution#Tidageskrigen 1831 |
Tidageskrigen (slovensk: Desetdnevna vojna) eller den Slovenske selvstændighedskrig (slovensk: Slovenska osamosvojitvena vojna) eller Weekend-krigen (vikend-vojna) var en kort uafhængighedskrig mellem Slovenien og det daværende Jugoslavien, der varede mellem den 27. juni og den 6. juli 1991. Krigen blev udløst af, at SR Slovenien, mod den jugoslaviske centralmagts vilje, den 25. juni 1991 udråbte sin selvstændighed af den jugoslaviske centralregering. Krigen blev udkæmpet mellem Sloveniens Territoriale Forsvar (slovensk: Teritorialna obramba Republike Slovenije) og Jugoslaviens Folkehær (YPA). Krigen blev afsluttet med indgåelsen af Brioniaftalen. Tidageskrigen blev indledningen til Krigene i Jugoslavien.

## Baggrund
Efter den jugoslaviske præsident Titos død i 1980 kom en række af de interne spændinger i Jugoslavien op til overfladen. I 1989 blev formanden for kommunistpartiets centralkomité, Slobodan Milošević, præsident i Serbien, der var den største og mest befolkningsrige af de seks jugoslaviske republikker. I takt med at Milošević søgte at centralisere magten i den Jugoslaviske Republik, søgte regeringerne i de øvrige republikker at løsne centralregeringens greb om magten ved at foretage ændringer i forfatningerne i hver af de enkelte republikker. Konflikterne mellem de delegerede i det centrale råd kulminerede på den 14. partikongres i januar 1990, hvor den slovenske og den kroatiske delegation udvandrede den 23. januar 1990, hvilket i realiteten betød opløsningen af et fælles-jugoslavisk kommunistparti, og derved en fælles ledelse af Jugoslavien. Sloveniens og Kroatiens selvstændighed blev støttet af Tyskland og Vatikanet.
Den slovenske uafhængighedsbevægelse var støttet af såvel det reformerede kommunistparti som af oppositionen. Den 8. april 1990 afholdt Slovenien de første frie valg med deltagelse af flere partier. Valgene blev vundet af DEMOS-koalitionen. Den nye slovenske regering lod herefter afholde en folkeafstemning den 23. december 1990 om uafhængighed fra Jugoslavien. Folkeafstemningen viste et overvældende flertal for uafhængighed, da 88,5% af vælgerne (valgdeltagelse på 93,3%) stemte for en løsrivelse.

## Krigsforberedelser
Den slovenske regering var indstillet på, at den føderale regering i Beograd kunne finde på at anvende militær magt for at knuse Sloveniens selvstændighed. Straks efter uafhængighedsafstemningen offentliggjorde Jugoslaviens Folkehær (YPA) en ny militærdoktrin, der skulle finde anvendelse overalt i Jugoslavien. Tito-æraens doktrin om "Generelt Folkeforsvar", hvor hver af republikkerne opretholdt et territorialforsvar (Teritorialna obramba eller blot TO), blev afløst af et centralt styret forsvarssystem. Republikkerne havde herefter ingen indflydelse på militærets opbygning og operationer, og republikkernes territorialforsvar skulle afvæbnes og blive underlagt Folkehærens hovedkvarter i Beograd.
Den slovenske regering modsatte sig disse træk og sikrede, at hovedparten af det slovenske territorialforsvar forblev i Slovenien og således ikke blev udleveret til Jugoslaviens Folkehær. Regeringen havde forinden den 28. september 1990 vedtaget en forfatningsændring, der sikrede, at Sloveniens territorialforsvar var underlagt kommando alene af den slovenske regering. Samtidig etablerede den slovenske regering en hemmelig alternativ kommandostruktur, kaldet "Manøvrestruktur for Nationalt Forsvar" (Manevrska struktura narodne zaščite, eller blot MSNZ). MSNZ var en allerede eksisterende, men indtil da forældet struktur, der var unik for Slovenien, hvis formål var at give republikken mulighed for at etablere en ad hoc forsvarsstruktur efter militsforbillede. MSNZ havde før 1990 begrænset betydning med forældede våben og kun få medlemmer, men den slovenske regering under DEMOS-koalitionen indså, at MSNZ kunne blive anvendt som redskab til etablering af en militær organisation parallel med territorialforsvaret, og som var underlagt den fulde kontrol af Sloveniens regering.
Da Jugoslaviens Folkehær forsøgte at overtage kontrollen med Sloveniens Territorial Forsvar (TO), blev kommandostrukturen i TO blot udskriftet med en parallel kommandostruktur i MSNZ. Mellem maj og oktober 1990 blev omkring 21.000 mand fra TO og Sloveniens politistyrker i hemmelighed mobiliseret af MSNZ og indrulleret i MSNZ's kommandostruktur. Den slovenske regering lod også udarbejde en militær plan for konfrontation med Jugoslaviens Folkehær. Denne plan lå klar allerede i november 1990 — mere end syv måneder før den militære konflikt brød ud. Den slovenske plan tog udgangspunkt i, at den slovenske styrker ikke ville være i stand til at modstå et længerevarende angreb fra den Jugoslaviske Folkehær, hvorfor der under forsvarsminister Janez Janša blev udviklet en strategi baseret på asymmetrisk krigsførelse. Efter planen skulle enheder fra TO udføre guerillaangreb og nedkæmpe Folkehærens styrker i bagholdsangreb under brug af anti-tank våben og jord-til-luft missiler. Kolonner af tanks skulle fanges i uvejsomt terræn ved angreb med de forreste og bageste køretøjer. Til brug for forberedelsen af sådanne angreb indkøbte den slovenske regering i hemmelighed lette og fleksible våbensystemer, så som jord-til-luft missilet Strela 2 (NATO-rapporteringsnavn: SA-7 Grail) og det tyske Armbrust anti-tank system.

## Krigshandlinger
Den 25. juni 1991 vedtog Slovenien og Kroatien officiel lovgivning, der fastslog landenes uafhængighed. Det var oprindeligt forventet, at de formelle uafhængighedsdeklarationer ville finde sted den 26. juni, og de fremrykkede uafhængighedserklæringer overraskede centralregeringen i Beograd, der ikke var forberedt herpå. Den slovenske regering havde forventet militær indgriben fra centralregeringen på dagen for uafhængighedserklæringen, og valgte derfor at fremrykke datoen for erklæringen for at opnå et overraskelseselement.
Den Jugoslaviske Folkehær var indædt modstander af slovensk uafhængighed, men var splittet i spørgsmålet om, hvorledes situationen skulle håndteres. Øverstkommanderende i Folkehæren, generaloberst Blagoje Adžić var fortaler for en storstilet militæroperation med det mål at afsætte den slovenske regering og indsætte "sunde kræfter" i republikken. Den politisk ansvarlige, forsvarsminister Veljko Kadijević, insisterede imidlertid på en mere afventende tilgang, der gennem militære trusler ville overbevise den slovenske regering om at trække uafhængighedserklæringen tilbage. Efter nogen debat fik Kadijević sin vilje.
Det er uklart, hvor meget de civile medlemmer af den jugoslaviske regering var involveret i beslutningen om at være anvende militær magt i Slovenien. Jugoslaviens præsident for det føderale regeringsråd (svarende til premierminister), Ante Marković, har efterfølgende oplyst, at den føderale regering ikke blev informeret om folkehærens beslutninger.

### 26. juni 1991
Om morgenen den 26. juni forlod enheder fra Jugoslaviens Folkehærs 13. korps deres kaserner i Rijeka i Kroatien med retning mod Sloveniens grænse mod Italien. Troppebevægelserne mødte stærk modstand blandt lokale slovenere, der organiserede spontane vejblokader og demonstrationer mod Folkehærens tilstedeværelse. Det fandt dog ikke egentlige kamphandlinger sted, da begge sider syntes at have et ønske om ikke at være den, der affyrede det første skud.
Den slovenske regering var allerede på dette tidspunkt i færd med at gennemføre sin plan om at overtage kontrollen med den nye republiks grænseposter og den internationale lufthavn i Brnik. Mandskabet, der bevogtede grænseposterne var i de fleste tilfælde slovenere, hvorfor overtagelsen af kontrollen med grænseposterne primært fandt sted uden kamp ved at grænsevagterne blot skiftede uniformer. Overtagelsen havde også et praktisk aspekt, da grænseovergangene var en væsentlig kilde til indkomst. ligesom overtagelsen gav slovenerne mulighed for at etablere defensive stillinger til imødegåelse af det forventede angreb fra Folkehæren. Det betød, at Folkehæren måtte affyre det første skud i konflikten.

### 27. juni 1991
Yderligere troppebevægelser fandt sted om morgenen den 27. juni. Enheder fra Folkehærens forlægninger i Karlovac i Kroatien krydsede den slovenske grænse ved Metlika. Få timer senere rykkede en kolonne kampvogne fra Folkehærens panserenheder i Vrhnika nær den slovenske hovedstad Ljubljana mod lufthavnen i Brnik. Pansertropperne ankom få timer senere og overtog kontrollen med lufthavnen. I det østlige Slovenien forlod de udstationerede Folkehær-enheder forlægningerne i Maribor med retning mod grænseovergangen ved Šentilj og grænsebyen Dravograd mod vest. Det jugoslaviske luftvåben nedkastede flyveblade forskellige steder i Slovenien med tekster som "Vi inviterer til fred og samarbejde!" og "Enhver modstand vil blive knust".
Den militære ledelse af Jugoslaviens femte distrikt, der omfattede Slovenien, orienterede telefonisk Sloveniens præsident Milan Kučan om troppebevægelserne og meddelte, at tropperne alene agtede at overtage grænseposterne og lufthavnen. På et efterfølgende møde blandt Sloveniens regering blev det besluttet af modsætte sig Folkehærens operationer med væbnet modstand.
Den slovenske regering havde endvidere modtaget efterretninger om, at Folkehæren transporterede specialtropper til strategiske positioner ved hjælp af helikoptere og meddelte derfor Folkehæren, at Slovenien ville nedskyde jugoslaviske helikoptere i slovensk luftrum. Folkehæren vurderede, at slovenerne ville afstå fra egentlig krigshandlinger og lod helikopterflyvningerne fortsætte, men senere på eftermiddagen skød slovenske styrker to helikoptere ned med SA-7 missiler nær Ljubljana. De ombordværende omkom, herunder en slovensk pilot i Jugoslavisk tjeneste (da der også var slovenere i Folkehæren). Sloveniens Territorialforsvar omringede Folkehærens kaserner flere steder og foretog flere angreb mod Folkehærens styrker i Slovenien. I lufthaven kom det til ildkamp mellem slovenske styrker og Folkehæren, og slovenerne overtog atter kontrol med lufthavnen efter Folkehærens soldater overgav sig. Flere steder blev fremrykkende panserkolonner angrebet.
På trods af forvirringen og den slovenske modstand lykkedes det imidlertid den jugoslaviske folkehær at nå mange af sine militære mål. Ved midnat den 27. juni havde folkehæren indtaget alle grænseposter ved den italienske grænse alle grænseposter, bortset fra tre, ved den østrigske grænse, ligesom folkehæren havde indtaget flere af de nye grænseposter mod den nye grænse mod Kroatien. Flere af Folkehærens enheder sad dog fast i usikre stillinger flere steder i Slovenien.

### 28. juni 1991
I løbet af natten mellem den 27. og den 28. juni blev de slovenske styrker beordret til at iværksætte en generel offensiv mod Folkehæren. Der var i løbet af den 28. juni kampe flere steder i Slovenien.
Den jugoslaviske panserkolonne, der den 27. havde været under beskydning ved Pesnica blev standset ved hjælp af barrikader af lastbiler ved Štrihovec nær den østrigske grænser og blev atter angrebet af slovenske styrker. Jugoslaviens flyvevåben iværksatte to luftangreb til støtte for panserkolonnen og dræbte fire lastbilchauffører. Ved Medvedjek i det centrale Slovenien kom en anden panserkolonne under angreb, og seks lastbilchauffører blev dræbt af jugoslaviske luftangreb. Det udbrød hårde kampe ved Nova Gorica ved den italienske grænse, hvor slovenske specialstyrker ødelagde tre jugoslaviske T-55-tanks og bemægtigede sig yderligere tre tanks. Fire jugoslaviske soldater blev dræbt og knap 100 soldater overgav sig. Nogle kilder angiver dette slag som det afgørende i krigen.
Grænseposten ved Holmec blev indtaget af slovenske styrker. To slovenere og tre jugoslaviske soldater blev dræbt og 91 jugoslaviske soldater tilfangetaget. Der er fra serbisk side efterfølgende hævdet, at slovenske styrker begik krigsforbrydelser i forbindelse med indtagelsen, og at slovenske myndigheder dækker over hændelserne. Andre rapporter identificerer de tre unge soldater som ofre (Zoran Ješić, Goran Maletić og Antonio Šimunović) og hævder, at de blev dræbt i forbindelse med Holmec-episoden.
Kasernerne ved Bukovje nær Dravograd blev angrebet og et våbendepot i Borovnica blev bemægtiget af slovenerne, der derved opnåede tiltrængte forsyninger af våben og ammunition. Det jugoslaviske luftvåben udførte luftangreb flere steder i Slovenien, herunder mod lufthavnen i Ljubljana, hvor to vestlige journalister blev dræbt, ligesom fire kommercielle passagerfly blev kraftigt beskadiget. Det jugoslaviske luftvåben angreb også det slovenske militærhovedkvarter ved Kočevska Reka og fløj missioner med radio- og fjernsynssendere i et forsøg på at stoppe kommunikationen fra den slovenske regering.
Ved dagens slutning havde Folkehæren forsat kontrol over flere af sine stillinger, men Folkehæren var under angreb og var trængt i defensiven flere steder. Folkehæren stod endvidere overfor desertering blandt soldaterne, da mange soldater enten var slovenere eller ikke ønskede at deltage i en jugoslavisk borgerkrig. Folkehæren og den politiske ledelse i Beograd forekom rådvild.

### 29. juni 1991
Udbruddet af krigen i Europa (de første egentlige krigshandlinger i Europa siden afslutningen af 2. Verdenskrig) affødte en reaktion fra EU, der søgte at bilægge stridighederne diplomatisk. Tre udenrigsministre fra EU (det daværende, tidligere og tiltrædende formandskab) mødtes med repræsentanter fra den jugoslaviske og den slovenske regering i Zagreb natten mellem den 28. og 29. juni, hvor der blev opnået enighed om en plan for en våbenhvile, men denne blev dog ikke gennemført. Om morgenen den 29. opnåede de slovenske styrker betydelige militære sejre. Folkehærens styrker i den internationale lufthavn ved Ljubljana overgav sig til slovenerne, der havde omringet lufthavnen i løbet af natten. Nordpå bemægtigede slovenske styrker sig adskillige jugoslaviske kampvogne, der herefter indgik i de slovenske styrker. Folkehæren forsøgte en landsætning af tropper fra Adriaterhavet, men faldt i baghold og blev nedkæmpet af slovenerne. De af Folkehæren kontrollerede grænseposter ved Vrtojba og Šentilj blev også indtaget af slovenske styrker, der overtog Folkehærens våben og kampvogne, hvilket gav et væsentligt tilskud til slovenernes arsenal.
Folkehæren udstedte et ultimatum til Slovenien og krævede omgående ophør af fjendtlighederne senest kl. 09:00 den 30. juni. Som svar herpå vedtog den slovenske nationalforsamling en resolution, der forlangte en fredelig løsning på konflikten, som respekterede den slovenske uafhængighed, og afviste Folkehærens ultimatum.

### 30. juni 1991
Kamphandlingerne fortsatte flere steder i løbet af dagen. Slovenske styrker overtog kontrollen med den strategiske Karawanken-tunnel under Alperne ved grænsen til Østrig og bemægtigede sig ni kampvogne nær Nova Gorica. Folkehærens garnision ved Dravograd - 16 officerer og 400 mand, samt udstyr — overgav sig og garnisionerne ved Tolmin og Bovec faldt ligeledes til slovenerne. Garnisionernes våben blev hurtigt overtaget af slovenske styrker.
Den jugoslaviske forsvarsminister, general Veljko Kadijević, informerede den jugoslaviske regering at Folkehærens oprindelige plan - en begrænset militæroperation til at sikre Sloveniens grænseposter - havde slået fejl, og at det var på tide i stedet at iværksætte en storstilet militær invasion og iværksættelse af militær undtagelsestilstand i Slovenien. Det kollektive præsidentskab i Jugoslavien — på daværende tidspunkt under ledelse af Serbiens Borisav Jović — afviste imidlertid at godkende en sådan plan. Folkehærens stabschef, General Blagoje Adzić, var rasende og udtalte offentligt, at "de føderale organer hæmmede os konstant og forlangte forhandlinger mens de [slovenerne] angreb os med alle midler."

### 1. juli 1991
Yderligere kampe fandt sted, da slovenske styrker indtog Folkehærens stillinger i Nova Vas syd for Ljubljana. Folkehærens ammunitionsdepot ved Črni Vrh brød i brand og forårsagede en stor eksplosion, der ødelagde store dele af byen. Slovenerne indtog ammunitionsdepoter i Pečovnik, Bukovžlak og Zaloška Gorica. Folkehærens 306. regiment trak sig tilbage fra sin udsatte position ved Medvedjek og søgte mod skovområder når grænsen mod Kroatien. Regimentet blev dog stoppet af blokader nær byen Krško og blev omringet af slovenske styrker.

### 2. juli 1991
Den 2. juli bød på de indtil da mest voldsomme krigshandlinger. To jugoslaviske MiG-21 fly angreb omkring middagstid en radiosender i Domžale, der blev kraftigt beskadiget. Resten af dagen bød på en række betydelige tilbageslag for de jugoslaviske styrker. En konvoj fra Folkehæren kom under kraftig beskydning af slovenske styrker og måtte overgive sig. Enheder fra Folkehærens 4. Panserbrigade forsøgte et fremstød fra Kroatien, men blev slået tilbage ved grænsen. Slovenske styrker angreb grænseposter i Šentilj, Gornja Radgona, Fernetiči og Gorjansko, der blev løbet over ende og tog adskillige krigsfanger. Langvarige træfninger mellem slovenske og jugoslaviske styrker fandt sted om eftermiddagen og om aftenen ved Dravograd og flere af Folkehærens stillinger og faciliteter i Slovenien faldt til de slovenske styrker.
Kl. 21.00 lokal tid meddelte det slovenske lederskab, at man var indstillet på en gensidig våbenhvile, men dette blev afslået af Folkehæren, der meddelte, at man agtede genoprette kontrollen og at knuse den slovenske modstand.

### 3. juli 1991
Om morgenen den 3. juli forlod en stor panserkonvoj Beograd mod Slovenien. Konvojen nåede dog aldrig frem, i følge de officielle rapporter på grund af tekniske problemer.
I Slovenien fortsatte kamphandlingerne. En hjælpestoffer fra Folkehæren på vej mod grænsen ved Gornja Radgona blev bragt til standsning nær Radenci. Folkehærens styrker kom også under angreb ved grænsen i Kog. Om aftenen accepterede Folkehæren en våbenhvile og en tilbagetrækning til kasernerne.

### 4. – 6. juli 1991
Da våbenhvilen trådte i kraft ophørte kamphandlingerne. De slovenske styrker overtog kontrollen med landets grænseovergange. Folkehærens styrker drog uhindret mod kasernerne og over grænsen til Kroatien.

### 7. juli 1991 og senere
Ti-dages krigen ophørte formelt ved indgåelsen af Brioniaftalen, der sikrede Sloveniens og Kroatiens uafhængighed. Vilkårene i aftalen var klart til Sloveniens fordel; det blev aftalt, at Slovenien og Kroatien ville udskyde den endelige uafhængighed i tre måneder — hvilket i praksis ingen reel betydning havde — og de slovenske politistyrker og territorialforsvar anerkendtes som Sloveniens militære styrker.
Det blev aftalt, at alle jugoslaviske militære enheder skulle forlade Slovenien og der blev sat en frist til slutningen af oktober for at gennemføre tilbagetrækningen. Folkehæren fik ikke lov til at medbringe tungt materiel og udstyr, hvilket Slovenien senere enten selv benyttede eller solgte til de øvrige jugoslaviske republikker. Tilbagetrækningen blev i værdsat 10 dage efter indgåelsen af aftalen og var fuldført den 26. oktober.

## Tab
Som følge af den begrænsede tid, som krigen varede, og som følge af den forholdsvis lave intensitet under selve kampene, var tabstallene ikke høje. Ifølge slovenske estimater mistede Folkehæren 44 mand og havde 146 sårede, og slovenerne mistede 18 mand og fik 182 sårede. Tolv udlændinge omkom, primært bulgarske lastbilchauffører og journalister. 4.692 soldater fra Folkehæren og 252 jugoslaviske politifolk blev taget til fange af slovenske styrker. Ifølge oplysninger fra Folkehæren, mistede denne under konflikten materiel bestående af 31 tanks, 22 pansrede mandskabsvogne, 6 helikoptere, 6.787 stk. infanterivåben, 87 stk. artilleri og 124 våben til luftforsvar. Materiellet blev enten ødelagt, beskadiget eller konfiskeret.

## Konsekvenser af krigen
For Slovenien betød krigen, at Sloveniens uafhængighedserklæring kunne blive gennemført. Den nye stat blev anerkendt af alle medlemmer af EU den 15. januar 1992 og blev optaget i FN den 22. maj samme år. Slovenien blev som den første af de tidligere jugoslaviske republikker medlem af EU den 1. maj 2004.
På den jugoslaviske side indebar krigen en række drastiske ændringer. Folkehæren mistede langt de meste af sit mandskab fra Slovenien og Kroatien, og blev herefter primært en Serbisk/Montenegrinsk hær. Nederlaget i Slovenien (og senere i Kroatien) betød, at tilliden til hærens ledelse blev formindsket — Kadijević gik af som forsvarsminister i januar 1992 og Adžić blev "af helbredsmæssige årsager" tvunget på pension kort efter.
Krigen blev kort efter blussede voldsomme kampe op i nabolandet Kroatien, hvor jugoslaviske (primært serbisk/montenegrinske) styrker fra Folkehæren kæmpede mod kroatiske tropper under Den kroatiske selvstændighedskrig, der først blev afsluttet 3 år senere.